# Matthieu Lagrive
Matthieu Lagrive (Lisieux, 7 dicembre 1979) è un pilota motociclistico francese.
Anche suo padre, Patrick Lagrive, ha corso come pilota motociclistico professionista.

## Carriera

### Gli inizi
Lagrive debutta nelle corse nel 1994 partecipando a vari campionati nazionali francesi, prevalentemente nella classe 250. Nel 1997 chiude al ventiduesimo posto nel campionato continentale della 250. Nel 1998 gareggia nuovamente nel campionato europeo (classificandosi quindicesimo) e, a stagione in corso, fa il suo debutto nel motomondiale. Partecipa infatti, come pilota sostitutivo, alle ultime cinque gare in calendario nella classe 250 del motomondiale, in sella ad una Honda NSR 250 del team Chesterfield Elf Tech 3. Porta a termine tutti gli eventi ma senza ottenere punti. Nel 2001 è quarto nel campionato europeo Supersport con tre piazzamenti a podio. Negli anni successivi partecipa nuovamente a campionati nazionali francesi e nel 2002 fa il suo debutto nel campionato mondiale Supersport, in qualità di pilota sostitutivo, in sella ad una Yamaha YZF-R6 del team Saveko Racing. Raccoglie diciotto punti che gli valgono il ventunesimo posto in classifica piloti.

### Mondiale Supersport
Nel 2003 è pilota titolare nello stesso campionato, alla guida di una Yamaha gestita dal team Yamaha France - Ipone. Porta a termine tutte le gare in calendario totalizzando trentun punti e il sedicesimo posto in classifica piloti. Nel 2004 cambia moto, diventa infatti pilota titolare del team Moto1 che gli affida una Suzuki GSX-R600. Anche in questa annata porta a termine tutte le gare, totalizzando ventisette punti e il quattordicesimo posto in classifica.

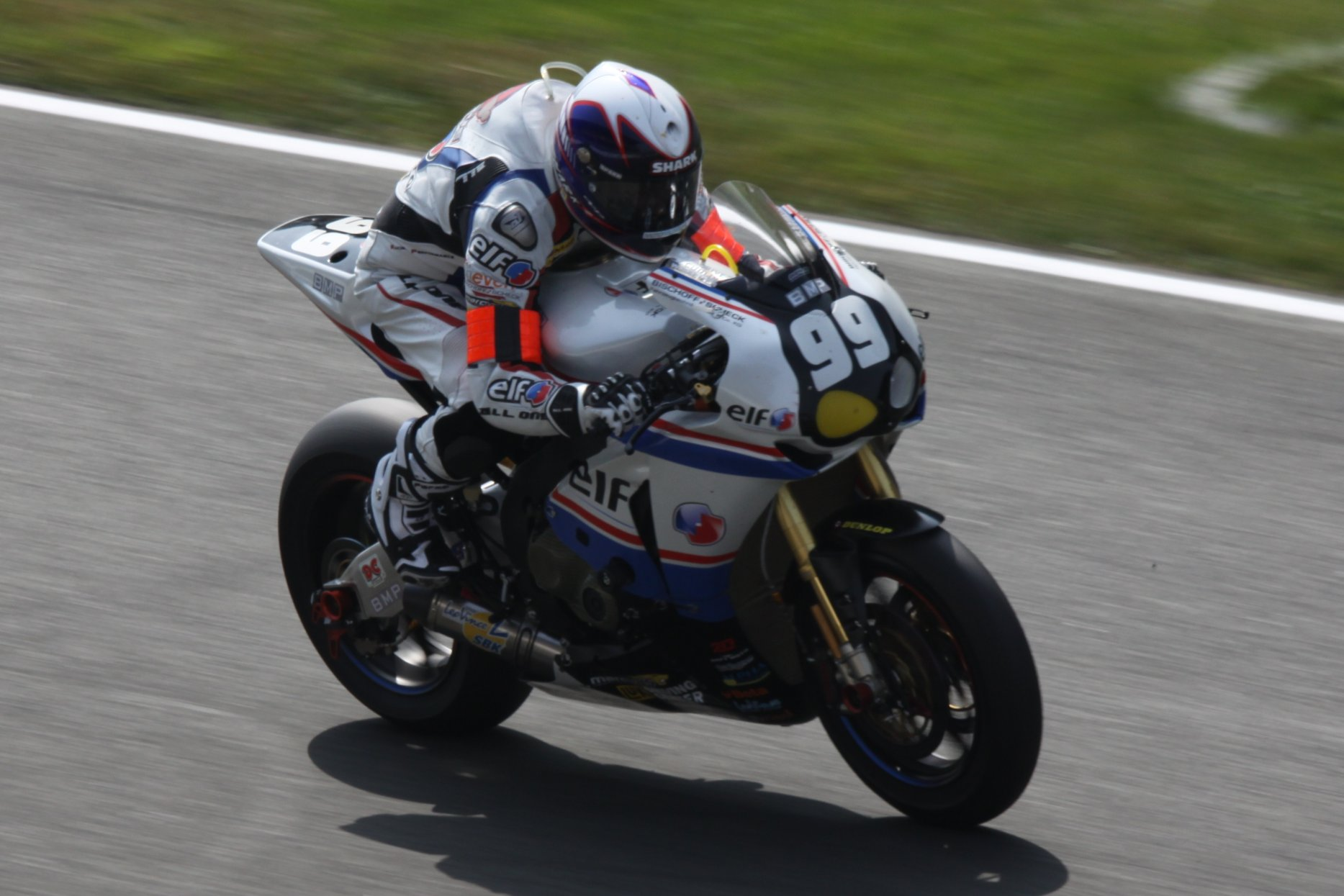
Lagrive in pista in occasione dell'edizione 2010 della 24 ore di Le Mans di motociclismo.

Parallelamente alla carriera nel mondiale Supersport, Lagrive partecipa al mondiale Endurance, vincendo il campionato nelle edizioni 2006 e 2007, in squadra con altri piloti, a bordo di una Suzuki GSX-R1000. Nel 2005 viene chiamato, a stagione in corso, dal team Moto1, nel mondiale Supersport. Totalizza ventisei punti e chiude il campionato al quindicesimo posto.
Nel 2006 invece è chiamato dal team Intermoto Czech Klaffi, come sostituto, a guidare una Honda CBR600RR nel mondiale Supersport. Raccoglie diciotto punti e chiude ventitreesimo in classifica. La stagione successiva partecipa, sempre come sostituto, al mondiale Supersport, con lo stesso team e la stessa moto della stagione precedente. Ottiene il primo podio in questo campionato in occasione del Gran Premio di Germania al Lausitzring chiudendo terzo. In questa stagione totalizza quarantasei punti e il quattordicesimo posto in classifica piloti. Nel 2008 è pilota titolare nel mondiale Supersport, con lo stesso team e la stessa moto della stagione precedente. In questa annata ottiene due pole position consecutive nelle gare in Gran Bretagna sui circuiti di Brands Hatch e Donington e chiude la stagione al tredicesimo posto con cinquantasei punti. 

### 2009: la parentersi in Superbike
Nel 2009 si trasferisce nel team Hannspree Honda Althea alla guida di una Honda CBR600RR. Durante la stagione ha l'occasione di disputare alcune gare nel campionato mondiale Superbike con lo stesso team che gli affida una Honda CBR1000RR. Prende punti in entrambi i campionati. 

### Ritorno in Supersport e gare di durata
Nel 2010, a partire dal Gran Premio di Portimão, è chiamato a sostituire il connazionale Sébastien Charpentier in sella ad una Triumph Daytona 675 del team ParkinGO Triumph BE1 nel mondiale Supersport. Raccoglie settanta punti e chiude all'undicesimo posto in classifica piloti, miglior piazzamento finale in questa categoria. L'ultima apparizione nel mondiale Supersport risale alla stagione 2013 quando partecipa, come sostituto, alle ultime due gare in calendario a bordo di una Kawasaki ZX-6R del team Kawasaki Intermoto Ponyexpres. Non ottiene punti. Nel 2016 è chiamato a disputare il Gran Premio di Francia a Magny-Cours nel campionato mondiale Superbike. Corre come sostituto a bordo di una Kawasaki ZX-10R del team Pedercini Racing. Ottiene un sesto posto in gara 1 e un quindicesimo in gara 2, totalizzando undici punti che gli consentono di chiudere al ventitreesimo posto in classifica. Negli anni a seguire si dedica prevalentemente alle gare di durata, ampliando il proprio palmarès.

## Risultati in gara

### Motomondiale
| 1998 | Classe | Moto  |  |  |  |  |    |  |  |  |  |    |    |    |    |    |  | Punti | Pos. |
| ---- | ------ | ----- |  |  |  |  | -- |  |  |  |  | -- | -- | -- | -- | -- |  | ----- | ---- |
| 1998 | 250    | Honda |  |  |  |  | NP |  |  |  |  | 19 | 22 | 19 | 18 | 16 |  | 0     |      |

| Legenda | 1º posto        | 2º posto            | 3º posto            | A punti      | Senza punti        | Grassetto – Pole position Corsivo – Giro più veloce |
| Legenda | Gara non valida | Non qual./Non part. | Ritirato/Non class. | Squalificato | '-' Dato non disp. | Grassetto – Pole position Corsivo – Giro più veloce |

### Campionato mondiale Supersport
| 2002 | Moto   |  |  |  |  |    |    |     |     |    |    |    |    |  |  | Punti | Pos. |
| ---- | ------ |  |  |  |  | -- | -- | --- | --- | -- | -- | -- | -- |  |  | ----- | ---- |
| 2002 | Yamaha |  |  |  |  | 11 | 10 | Rit | Rit | 19 | 12 | 17 | 13 |  |  | 18    | 23º  |

| 2003 | Moto   |    |    |    |    |    |   |    |    |    |    |   |  |  |  | Punti | Pos. |
| ---- | ------ | -- | -- | -- | -- | -- | - | -- | -- | -- | -- | - |  |  |  | ----- | ---- |
| 2003 | Yamaha | 15 | 21 | 18 | 19 | 12 | 9 | 11 | 17 | 18 | 11 | 7 |  |  |  | 31    | 16º  |

| 2004 | Moto   |    |    |    |   |    |    |    |    |    |   |  |  |  |  | Punti | Pos. |
| ---- | ------ | -- | -- | -- | - | -- | -- | -- | -- | -- | - |  |  |  |  | ----- | ---- |
| 2004 | Suzuki | 11 | 15 | 13 | 9 | 16 | 15 | 15 | 14 | 19 | 9 |  |  |  |  | 27    | 14º  |

| 2005 | Moto   |  |  |  |  |  |  |    |   |    |     |    |    |  |  | Punti | Pos. |
| ---- | ------ |  |  |  |  |  |  | -- | - | -- | --- | -- | -- |  |  | ----- | ---- |
| 2005 | Suzuki |  |  |  |  |  |  | 14 | 9 | 11 | Rit | 10 | 10 |  |  | 26    | 15º  |

| 2006 | Moto  |  |  |  |  |   |    |     |    |     |   |     |  |  |  | Punti | Pos. |
| ---- | ----- |  |  |  |  | - | -- | --- | -- | --- | - | --- |  |  |  | ----- | ---- |
| 2006 | Honda |  |  |  |  | 8 | 13 | Rit | 19 | Rit | 9 | Rit |  |  |  | 23    | 18º  |

| 2007 | Moto  |  |     |     |    |  |     |   |    |     |    |   |   |  |  | Punti | Pos. |
| ---- | ----- |  | --- | --- | -- |  | --- | - | -- | --- | -- | - | - |  |  | ----- | ---- |
| 2007 | Honda |  | Rit | Rit | NP |  | Rit | 6 | 12 | Rit | 10 | 3 | 6 |  |  | 46    | 14º  |

| 2008 | Moto  |   |    |    |    |   |     |     |   |    |   |     |   |     |  | Punti | Pos. |
| ---- | ----- | - | -- | -- | -- | - | --- | --- | - | -- | - | --- | - | --- |  | ----- | ---- |
| 2008 | Honda | 5 | 17 | 13 | 10 | 8 | Rit | Rit | 8 | 19 | 9 | Rit | 4 | Rit |  | 56    | 13º  |

| 2009 | Moto  |    |   |   |     |    |    |   |  |  |  |  |  |   |  | Punti | Pos. |
| ---- | ----- | -- | - | - | --- | -- | -- | - |  |  |  |  |  | - |  | ----- | ---- |
| 2009 | Honda | 11 | 6 | 6 | Rit | 16 | 10 | 9 |  |  |  |  |  | 9 |  | 45    | 14º  |

| 2010 | Moto    |  |     |   |   |   |   |    |    |   |   |     |    |  |  | Punti | Pos. |
| ---- | ------- |  | --- | - | - | - | - | -- | -- | - | - | --- | -- |  |  | ----- | ---- |
| 2010 | Triumph |  | Rit | 7 | 5 | 6 | 6 | 12 | 11 | 9 | 7 | Rit | 11 |  |  | 70    | 11º  |

| 2013 | Moto     |  |  |  |  |  |  |  |  |  |  |  |     |    |  | Punti | Pos. |
| ---- | -------- |  |  |  |  |  |  |  |  |  |  |  | --- | -- |  | ----- | ---- |
| 2013 | Kawasaki |  |  |  |  |  |  |  |  |  |  |  | Rit | 18 |  | 0     |      |

| Legenda | 1º posto        | 2º posto            | 3º posto           | A punti      | Senza punti        | Grassetto – Pole position Corsivo – Giro più veloce |
| Legenda | Gara non valida | Non qual./Non part. | Ritirato/Non class | Squalificato | '-' Dato non disp. | Grassetto – Pole position Corsivo – Giro più veloce |

### Campionato mondiale Superbike
| 2009 | Moto  |  |  |  |  |  |  |  |  |  |  |  |  |  |  |    |    |    |    |   |    |    |     |     |     |  |  |   |    | Punti | Pos. |
| ---- | ----- |  |  |  |  |  |  |  |  |  |  |  |  |  |  | -- | -- | -- | -- | - | -- | -- | --- | --- | --- |  |  | - | -- | ----- | ---- |
| 2009 | Honda |  |  |  |  |  |  |  |  |  |  |  |  |  |  | 10 | 21 | 16 | 12 | 9 | 14 | 11 | Rit | Rit | Rit |  |  | 9 | 13 | 34    | 19º  |

| 2016 | Moto     |  |  |  |  |  |  |  |  |  |  |  |  |  |  |  |  |  |  |  |  |   |    |  |  |  |  |  |  | Punti | Pos. |
| ---- | -------- |  |  |  |  |  |  |  |  |  |  |  |  |  |  |  |  |  |  |  |  | - | -- |  |  |  |  |  |  | ----- | ---- |
| 2016 | Kawasaki |  |  |  |  |  |  |  |  |  |  |  |  |  |  |  |  |  |  |  |  | 6 | 15 |  |  |  |  |  |  | 11    | 23º  |

| Legenda | 1º posto        | 2º posto            | 3º posto           | A punti      | Senza punti        | Grassetto – Pole position Corsivo – Giro più veloce |
| Legenda | Gara non valida | Non qual./Non part. | Ritirato/Non class | Squalificato | '-' Dato non disp. | Grassetto – Pole position Corsivo – Giro più veloce |